# 新橋 (巴黎)
新橋（法語：Pont Neuf），是法國巴黎塞納河上最古老的橋，「新橋」這個名稱是為了從許多連結兩岸的橋梁中區別出來而取的。
新橋位於西堤島（位於塞納河的中心，也是巴黎歷史的核心）的西邊，連結巴黎的左岸（巴黎的南部）與右岸。新橋長278公尺（912英尺），寬28公尺（大約92英呎），可以分成兩個部分，西堤島與左岸之間的部分有5個拱，與右岸連接的部分則有7個拱。

## 歷史

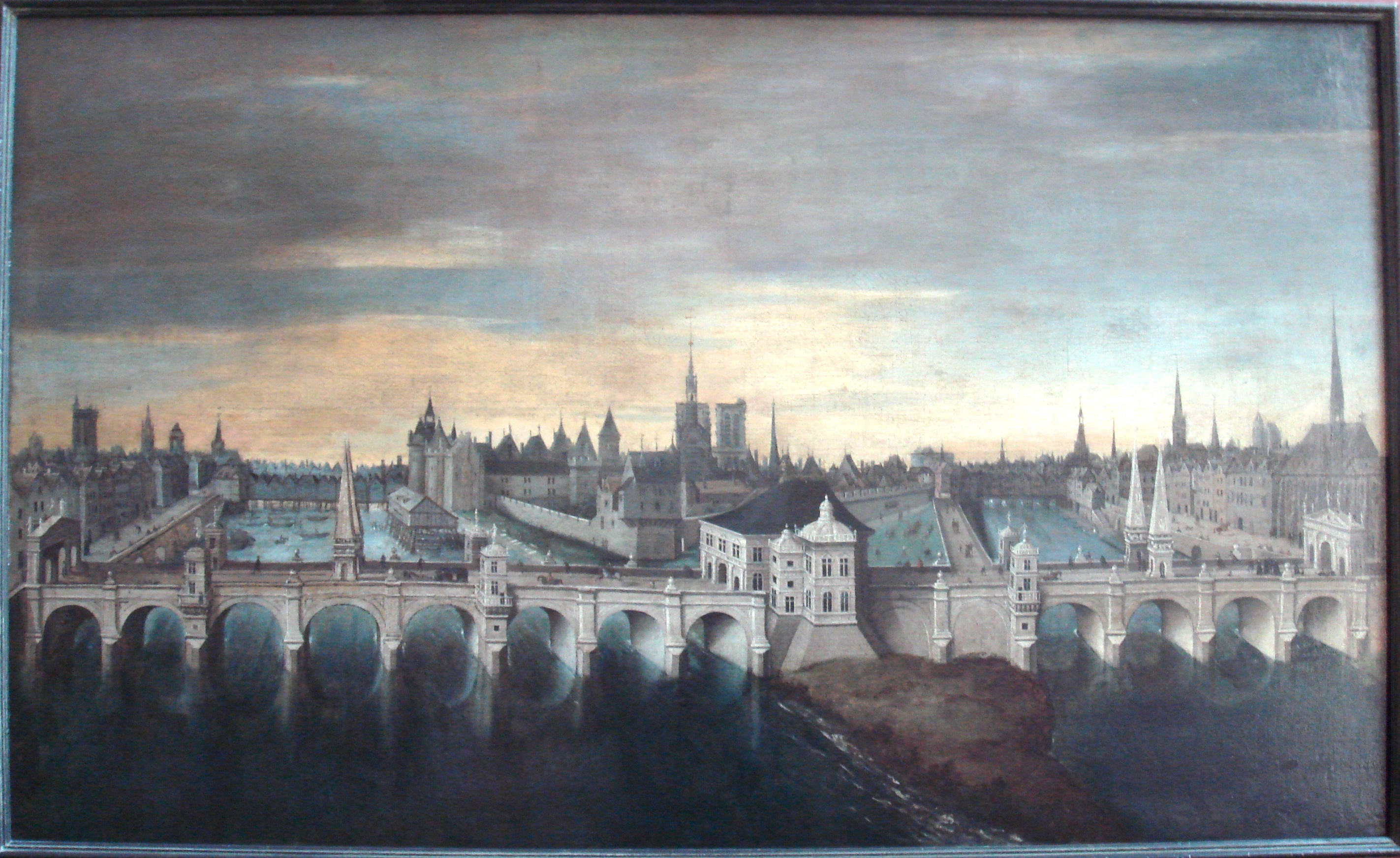
亨利三世在1577年計畫建造的新橋，最後在1606年才完工

早在1550年，當時的法國國王亨利二世就希望在塞納河上建造一座新的橋樑，這是因為當時的聖母橋（Pont Notre-Dame）負荷過大。但後來因為成本過高，所以這個計畫並未實現。
亨利三世在1577年決定建造這座橋樑，並在1578年動工，並完成4支橋墩。橋樑設計在1579年出現大改變，因為當時想要拓寬橋面，讓房屋可以建造在橋上。這個企圖也導致橋墩必須繼續延伸。這些橋墩後來花費9年才完成。在長期的耽誤下，工程在1588年再次展開，但又因為法國宗教戰爭爆發，所以工程又延遲到1599年。新橋直到1607年才完工，當時由亨利四世正式揭幕。

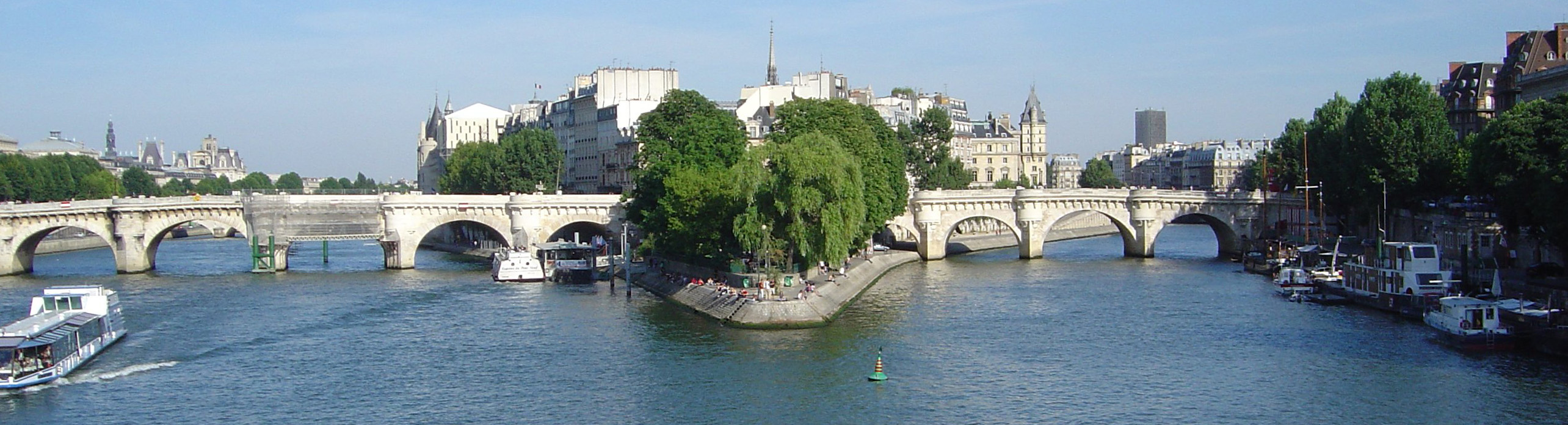
橫跨塞納河的新橋

就像同時代大部分的橋樑一樣，新橋遵循羅馬的傳統慣例，被設計成由一系列短小拱橋所組成。新橋也是巴黎首座石造的橋樑，雖然房屋無法搭蓋在橋樑上方。在大型馬車通過時，行人可以暫時躲避在堡壘當中。新橋上不建造房屋是由亨利四世所決定的，因為這樣才不會阻礙羅浮宮（亨利四世任內進行大幅擴建）的景色。
在新橋剛建造完成時，通過它的交通狀況相當繁忙。在一段長的時期中，新橋是巴黎最寬的橋樑。新橋多次歷經修復及更新，包括重建橋拱，讓橋拱從半圓形變成橢圓形，並因此降低鐵路的高度（1848年至1855年之間）。1885年時，一支橋墩塌陷，並使得鄰近的兩個拱位置偏移。
從1994年至2007年間，新橋進行一次大規模修復，以慶祝新橋完工400週年。

## 亨利四世雕像

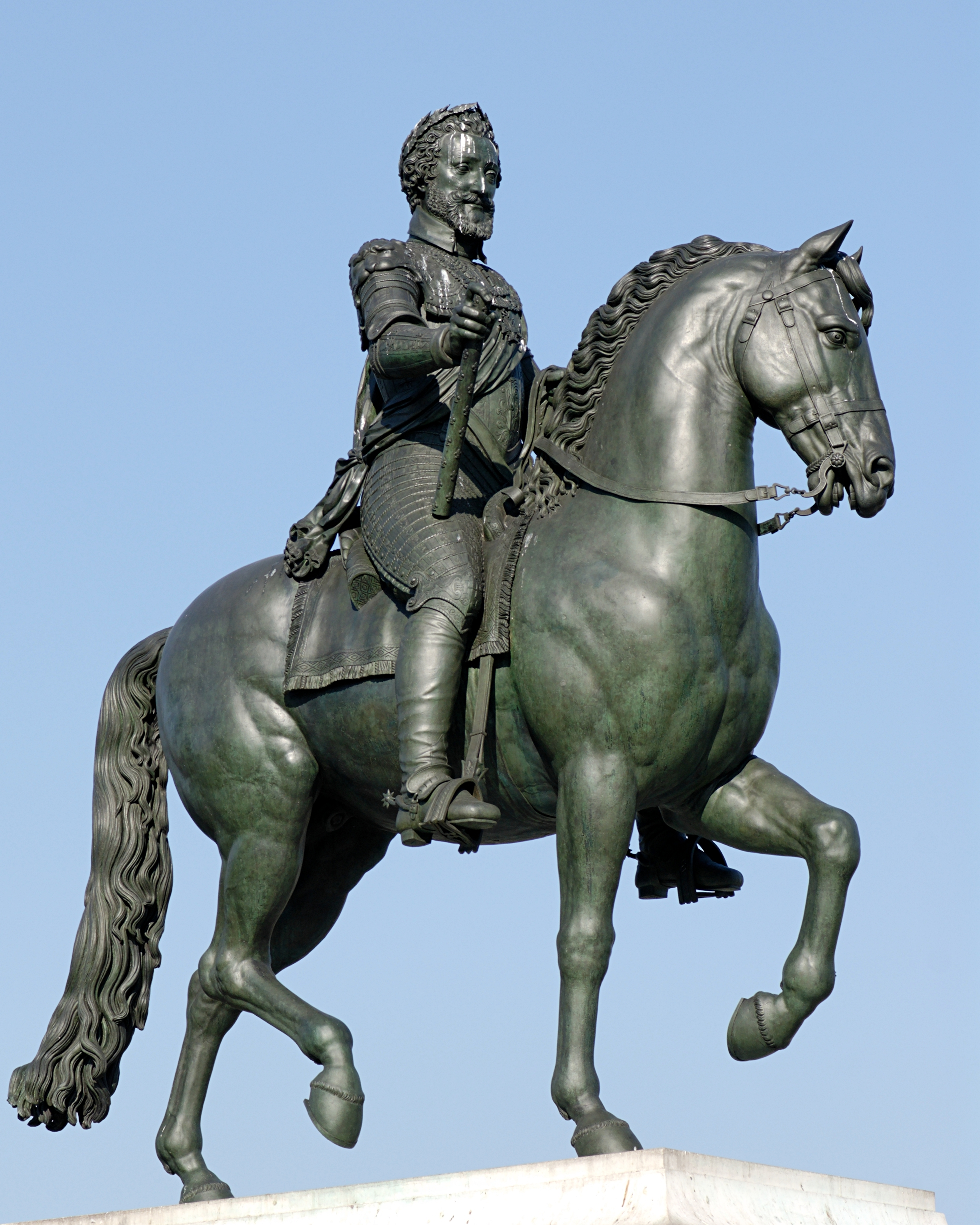
新橋上的亨利四世騎馬雕像

在新橋穿過西堤島的位置，擺放著三座亨利四世騎馬的雕像，這原先是由亨利四世的妻子瑪麗·德·美第奇在1614年命令詹波隆那來設計的。在亨利四世去世後，詹波隆那與助手皮耶特羅·塔卡完成這座雕像，並由皮耶特羅·弗朗塔維拉在1618年豎立在此。雕像後來在1792年的法國大革命期間受到破壞，但在1818年波旁王朝復闢後再度重建。重建的雕像的原料是從路易·夏爾·安托萬·德賽的雕像而來，並使用原本的模具來製作。新的設計師弗朗索瓦-弗雷德裡克·勒莫在雕像內部放置四個箱子，裡面包括亨利四世的歷史文獻、一捲核准雕像建造的17世紀羊皮紙、重建雕像的核准文件及曾經捐款的社會大眾名單。

## 雅克·德·莫萊
聖殿騎士團大團長雅克·德·莫萊（Jacques de Molay）於1314年3月18日在西堤島靠近新橋的地方被處以火刑，這次事件是由腓力四世所下令，因為雅克·德·莫萊否認自白內容而觸怒腓力四世。

## 克里斯多計畫
著名藝術家夫婦克里斯多·克勞德（Christo Claude）與珍妮·克勞德（Jeanne Claude）在1985年計畫將新橋整個包裹起來完成他們的裝置藝術，在獲得巴黎市長的允許後，這項計畫在1985年8月25日開始，於9月22日完成。

## 位置
新橋位在塞納河上，下游有藝術橋，而上游則有兌換橋（Pont au Change）及聖米歇爾橋（Pont Saint-Michel）橫跨河面。

## 外部連結
- Tourist review
- （法文）France Pittoresque: Histoire du Pont Neuf （页面存档备份，存于）

Template:巴黎名胜